# Федотов, Виктор Андреевич
Виктор Андреевич Федотов (8 июля 1933, Новая Александровка, Татарская АССР — 3 декабря 2001, Санкт-Петербург) ― советский и российский дирижёр, музыкальный педагог. Дирижёр и главный дирижёр (1975—1976) Мариинского театра (в советский период — Ленинградского академического театра оперы и балета имени Кирова), профессор Санкт-Петербургской государственной консерватории имени Н. А. Римского-Корсакова, народный артист РСФСР (1977).

## Биография

### Ранние годы
В детстве играл на нескольких музыкальных инструментах — баяне, балалайке и гитаре. Осенью 1945 года в возрасте 12 лет приехал в послевоенный Ленинград, чтобы получить музыкальное образование. Но в силу жизненных обстоятельств стал воспитанником духового оркестра Военно-воздушной академии. Там научился играть сразу на нескольких духовых инструментах: гобое, трубе, альте, теноре и баритоне. В 1948 году в том же оркестре состоялся и дирижёрский дебют В. Федотова. В 1951 году хотел поступить на дирижерский и композиторский факультеты Ленинградской консерватории, показывал свои сочинения профессору консерватории композитору Виктору Волошинову. Но по правилам того времени, для поступления на эти факультеты необходимо было сначала закончить оркестровый факультет. Поэтому поступил на оркестровый факультет, который с отличием окончил в 1956 году под руководством П. Курилова и профессора Михаила Буяновского. По окончании этого факультета окончил факультет оперно-симфонического дирижирования Ленинградской государственной консерватории в классе профессора Ильи Мусина.

### Дирижёрская карьера
В 1963 году дебютировал с оперой «Кармен» в Ленинградском государственном академическом театре оперы и балета им. С. М. Кирова (ныне Мариинский театр), где работал всю дальнейшую жизнь (около 39 лет). С 1964 года — гастролировал с труппой театра в США и Канаде, Австралии, Великобритании, Австрии, Германии, Испании, Южной Корее, Японии, по Скандинавии и др.
С 1966 года регулярно выступал в театре «Ковент-Гарден» (Лондон). В 1967 году — музыкальный руководитель оперы «Евгений Онегин» в Штаатс-капелле (Дрезден). Далее — сотрудничество с оркестром Дрезденской филармонии, постановки в «Опере Земпера» балетов «Лебединое озеро» и «Ромео и Джульетта». В репертуаре В. Федотова более 60 опер и балетов.
В Мариинском театре (бывший Ленинградском театре оперы и балета им. Кирова) — премьеры опер «Иван Сусанин», «Царская невеста», «Борис Годунов» (впервые в первой авторской редакции Мусоргского). Гастроли всей оперной труппы и оркестра театра в Королевской опере в Стокгольме.
Среди премьер Мариинского театра с Федотовым в качестве музыкального руководителя постановок — балеты «Сотворение мира» А. Петрова, «Гамлет» Н. Червинского, «Левша» Б. Александрова, «Ангара» А. Эшпая, «Мужик и чёрт» В. Кладницкого, «Золушка» С. Прокофьева, «Собор Парижской Богоматери» М. Жарра, «Патетическая оратория» Г. Свиридова, «Ленинградская симфония» Д. Шостаковича и мн. др.
На киностудии «Ленфильм» создано более тридцати фильмов с музыкой в исполнении Симфонического оркестра Ленинградской Филармонии и дирижером В. Федотовым. Среди них — «Свадьба в Малиновке», «Прощание с Петербургом», «Зеленая карета», «Снегурочка», «Серебряные струны», «Снежная королева», «Прощальный дебют», «Лебединое озеро», «Лесная сказка» и мн. др.
Более 30 лет продолжалось постоянное сотрудничество В. Федотова с Санкт-Петербургской государственной филармонией им. Шостаковича и оркестрами Филармонии — Заслуженным коллективом России Академическим симфоническим оркестром и Академическим оркестром филармонии, петербургскими хоровыми коллективами, выдающимися петербургскими оперными солистами, композиторами, записи на компакт-диски и видео-диски. Так же В. Федотов сотрудничал с рядом филармонических оркестров России и европейских страх.
Как симфонический дирижёр гастролировал с оркестром «Ковент-Гарден» (Лондон), «Лисео» (Барселона), Лондонской филармонии, «Гевандхаус» (Лейпциг), Братиславской филармонией, Токийским симфоническим оркестром и др.
С 1972 года преподавал на кафедре оперно-симфонического дирижирования в Санкт-Петербургской консерватории им. Римского-Корсакова, проводил мастер-классы. Многие выпускники В. Федотова руководят симфоническими оркестрами и оперными театрами в разных странах.
Наряду с деятельностью в Мариинском театре, сотрудничал с рядом зарубежных театров в качестве главного приглашенного дирижера — с 1994 года в Королевской опере в Стокгольме, с 1995 года — в театре «Ковент-гарден» (Лондон) и «Гранд Опера» (Париж). С 1996 года — в Новой национальной опере (Токио) и др.
В 1998 году награждён премией «Evening Standart» (Великобритания) за выдающиеся заслуги в области музыкального театрального искусства.

## Семья
- Сын Максим Федотов — скрипач и дирижёр, профессор Московской консерватории, народный артист Российской Федерации (2002), лауреат премии г. Москвы в области литературы и искусства (2003).
- Дочь Полина Федотова ― пианистка, доцент Московской консерватории, лауреат международных конкурсов, заслуженная артистка России (1999).

## Награды
- Заслуженный артист РСФСР (1972)
- Народный артист РСФСР (1977)

## Память
- В память о Викторе Федотове названа одна из малых планет Солнечной системы[5].